# Taj Mahal (gioco da tavolo)
Taj Mahal è un gioco da tavolo creato da Reiner Knizia e distribuito nel 2000 da Alea.

## Regole del gioco

### Basi
Nell'arco di 12 incontri, i partecipanti giocano delle carte per aggiudicarsi fino a sei premi per ciascun turno. Tali premi permettono di guadagnare dei punti, ma i giocatori possono anche decidere di utilizzare i punti per collegare delle province sulla mappa. Al termine del 12º turno, il giocatore con il maggior numero di punti vince il gioco.

### Aste
Durante la fase delle aste, i giocatori a turno giocano le carte in loro possesso per aumentare l'ammontare della propria offerta. Un giocatore può anche scegliere di ritirarsi invece che incrementare la propria offerta, in tal caso egli ritira immediatamente i premi che ha guadagnato nel turno che vengono così rimossi dall'asta. Il turno finisce quando tutti i giocatori si sono ritirati dall'asta.